# Toutainville
Toutainville est une commune française située dans le département de l'Eure, en région Normandie.

## Géographie

### Localisation
Toutainville est une commune du Nord-Ouest du département de l'Eure située au sein du parc naturel régional des Boucles de la Seine normande. Appartenant à la région naturelle du Lieuvin, elle s'étend au cœur des vallées de la Risle et de la Corbie ainsi que sur les hauteurs environnantes.
Le territoire de la commune se caractérise par : des fonds de vallée bocagers essentiellement consacrés à l'élevage, des coteaux de vallées (ainsi que leurs abords immédiats sur le plateau) entièrement boisés et, enfin, les parties du plateau les plus éloignées des vallées principalement orientées vers la culture.
Ce territoire se caractérise également par la traversée de l'autoroute A13 au cœur même de l'agglomération.
À vol d'oiseau, la commune est à 3,5 km au nord-ouest de Pont-Audemer, à 18 km au sud-est d'Honfleur, à 46 km au sud-ouest de Rouen et à 63 km au nord-ouest d'Évreux.
| Saint-Sulpice-de-Grimbouville | Bouquelon    | Saint-Mards-de-Blacarville |
| Saint-Maclou Triqueville      | Toutainville | Pont-Audemer               |
| Triqueville                   | Triqueville  | Saint-Germain-Village      |

### Hydrographie
La commune est située dans le bassin Seine-Normandie. Elle est drainée par la Risle, le ruisseau de la Corbie, le fossé 01 de la commune de Saint-Mards-de-Blacarville et un autre petit cours d'eau,.
La Risle, d'une longueur de 145 km, prend sa source dans la commune de Planches et se jette  dans la Seine à Berville-sur-Mer, après avoir traversé 52 communes.
Le ruisseau de la Corbie, d'une longueur de 13 km, prend sa source dans la commune de Martainville et se jette  dans la Risle sur la commune, après avoir traversé quatre communes.
Un plan d'eau complète le réseau hydrographique : les étangs de Pont-Audemer, d'une superficie totale de 76,5 ha (37,44 ha sur la commune),.

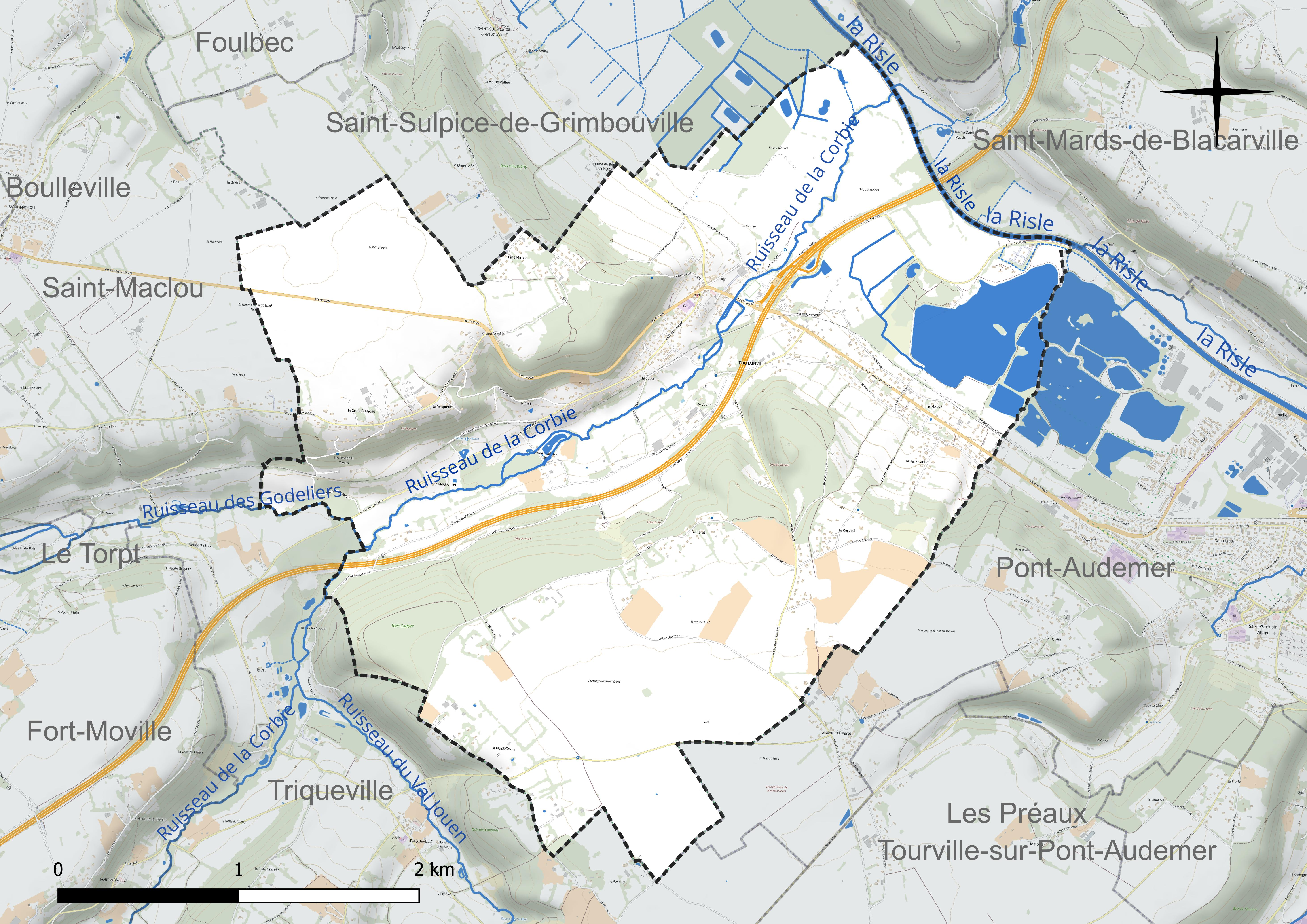
Réseau hydrographique de Toutainville.

### Climat
Pour des articles plus généraux, voir Climat de la Normandie et Climat de l'Eure.
En 2010, le climat de la commune est de type climat océanique franc, selon une étude du CNRS s'appuyant sur une série de données couvrant la période 1971-2000. En 2020, Météo-France publie une typologie des climats de la France métropolitaine dans laquelle la commune est exposée à un climat océanique et est dans la région climatique  Côtes de la Manche orientale, caractérisée par un faible ensoleillement (1 550 h/an) ; forte humidité de l’air (plus de 20 h/jour avec humidité relative > 80 % en hiver), vents forts fréquents. Parallèlement le GIEC normand, un groupe régional d’experts sur le climat, différencie quant à lui, dans une étude de 2020, trois grands types de climats pour la région Normandie, nuancés à une échelle plus fine par les facteurs géographiques locaux. La commune est, selon ce zonage, exposée à un « climat contrasté des collines », correspondant au Pays d’Auge, Lieuvin et Roumois, moins directement soumis aux flux océaniques et connaissant toutefois des précipitations assez marquées en raison des reliefs collinaires qui favorisent leur formation.
Pour la période 1971-2000, la température annuelle moyenne est de 10,9 °C, avec  une amplitude thermique annuelle de 12,7 °C. Le cumul annuel moyen de précipitations est de 874 mm, avec 12,9 jours de précipitations en janvier et 8,7 jours en juillet. Pour la période 1991-2020, la température moyenne annuelle observée sur la station météorologique la plus proche, située sur la commune de Boulleville à 5 km à vol d'oiseau, est de 11,3 °C et le cumul annuel moyen de précipitations est de 851,2 mm,. Pour l'avenir, les paramètres climatiques de la commune estimés pour 2050 selon différents scénarios d’émission de gaz à effet de serre sont consultables sur un site dédié publié par Météo-France en novembre 2022.

### Milieux naturels et biodiversité
La commune fait partie du parc naturel régional des Boucles de la Seine normande.

## Urbanisme

### Typologie
Au 1er janvier 2024, Toutainville est catégorisée commune rurale à habitat dispersé, selon la nouvelle grille communale de densité à 7 niveaux définie par l'Insee en 2022.
Elle appartient à l'unité urbaine de Pont-Audemer, une agglomération intra-départementale dont elle est une commune de la banlieue,. Par ailleurs la commune fait partie de l'aire d'attraction de Pont-Audemer, dont elle est une commune de la couronne,. Cette aire, qui regroupe 34 communes, est catégorisée dans les aires de moins de 50 000 habitants,.

### Occupation des sols
L'occupation des sols de la commune, telle qu'elle ressort de la base de données européenne d’occupation biophysique des sols Corine Land Cover (CLC), est marquée par l'importance des territoires agricoles (72,5 % en 2018), en diminution par rapport à 1990 (76,4 %). La répartition détaillée en 2018 est la suivante : 
prairies (40,9 %), terres arables (31 %), forêts (17,7 %), zones urbanisées (5,9 %), eaux continentales (3,2 %), milieux à végétation arbustive et/ou herbacée (0,8 %), zones agricoles hétérogènes (0,6 %). L'évolution de l’occupation des sols de la commune et de ses infrastructures peut être observée sur les différentes représentations cartographiques du territoire : la carte de Cassini (XVIIIe siècle), la carte d'état-major (1820-1866) et les cartes ou photos aériennes de l'IGN pour la période actuelle (1950 à aujourd'hui).

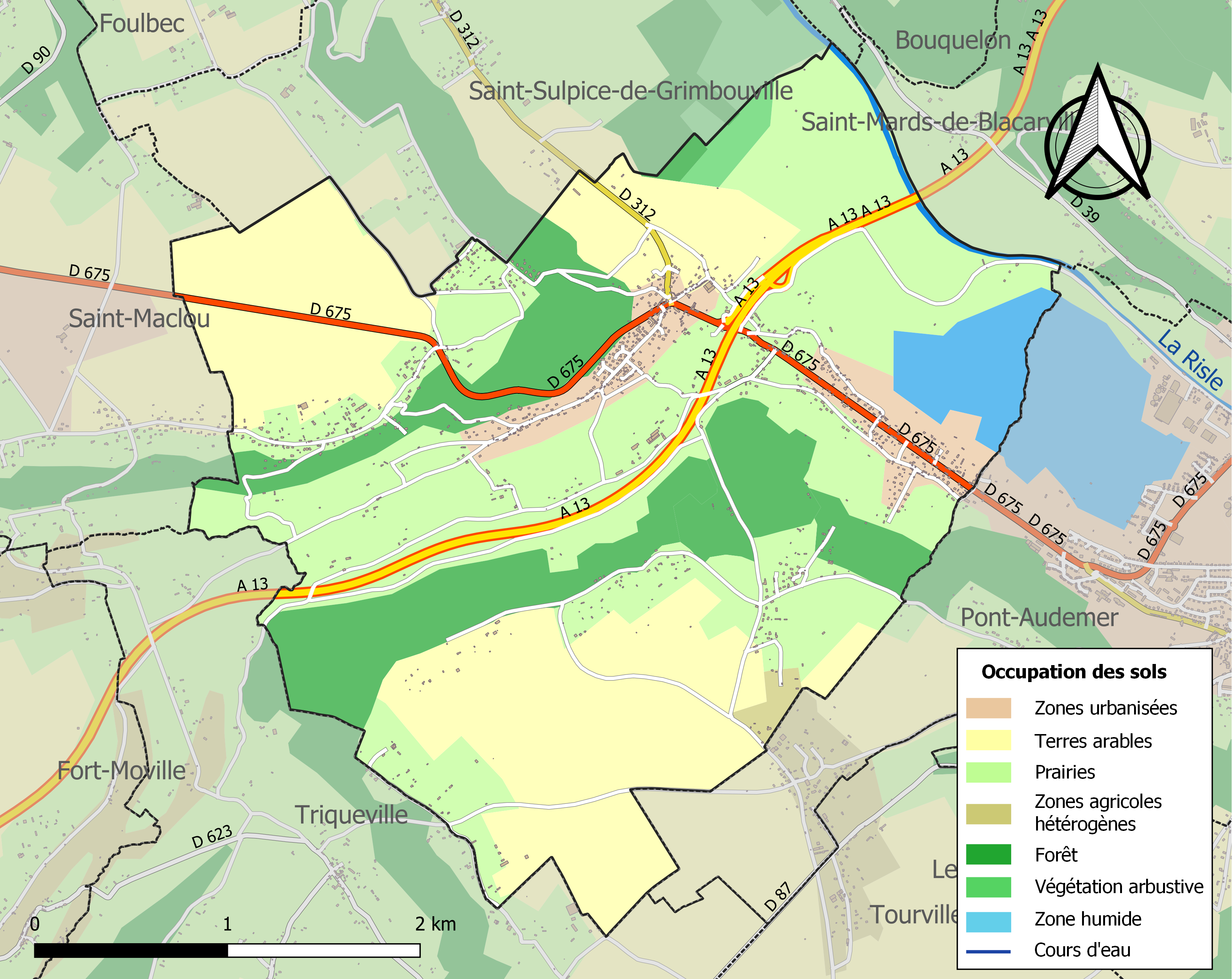
Carte des infrastructures et de l'occupation des sols de la commune en 2018 (CLC).

## Toponymie
Le nom de la localité est attesté sous les formes Turstinivilla en 1034 (charte de fondation de Préaux) et vers 1080 ; Tustinivilla en 1180 (M. R.) ; Tosteinvilla en 1227 ;  Toutinville en 1631 (Tassin, Plans et profilz) ;  Toustainville en 1722 (Masseville).
Il s'agit d'une formation médiévale en -ville au sens ancien de « domaine rural », précédé d'un élément Toutain- qui représente un anthroponyme conformément au cas général pour les toponymes en -ville.
Selon les toponymistes, Toutain- est issu par évolution phonétique romane du nom de personne scandinave Thorsteinn,. François de Beaurepaire cite ce nom sous la forme Turstinc, issue de la forme latinisée Turstincus, Turstingus cf. Hastingus pour Hasteinn, qui ne correspond pas à la nature des formes anciennes.
En réalité, cet anthroponyme scandinave remonte aux deux élément Thor-, nom du dieu Thor, et steinn « pierre ». Il peut prendre plusieurs formes, soient celles du vieux norrois Þórstæinn / Þórsteinn, soient celles du vieux danois Thorsten / Þorstin.
Cet anthroponyme se perpétue dans les noms de familles normands Tostain, Toustain et Toutain.
Remarque : la ressemblance avec Totainville est fortuite, il contient un autre nom de personne.

## Histoire
Le village fut donné à l'abbaye de Préaux par Robert Ier de Normandie lors de son départ pour Jérusalem en 1034.
La commune subira par erreur quelques bombardements alliés pendant la Seconde Guerre mondiales, l'aviation allié visant l'aérodrome allemand de la commune voisine de Triqueville.

## Héraldique
|  | Les armes de la ville se blasonnent ainsi : de gueules à la fasce engrêlée d'or chargée de trois fers à cheval de sable et accompagnée, en chef d'une croisette fleuronnée accostée de deux têtes de chien arrachées, le tout aussi d'or et en pointe d’une tour du même maçonnée aussi de sable. |

## Politique et administration
| Période                                  | Période  | Identité          | Étiquette | Qualité                     |
| ---------------------------------------- | -------- | ----------------- | --------- | --------------------------- |
| Les données manquantes sont à compléter. |          |                   |           |                             |
| 1936                                     |          | M. Toutain        |           |                             |
| Les données manquantes sont à compléter. |          |                   |           |                             |
| mars 2001                                | 2014     | Jean-Claude Mhun  | UDF       | Cadre                       |
| mars 2014                                | En cours | Marie-France Duny | DVD       | Retraitée Fonction publique |

## Démographie
L'évolution du nombre d'habitants est connue à travers les recensements de la population effectués dans la commune depuis 1793. Pour les communes de moins de 10 000 habitants, une enquête de recensement portant sur toute la population est réalisée tous les cinq ans, les populations de référence des années intermédiaires étant quant à elles estimées par interpolation ou extrapolation. Pour la commune, le premier recensement exhaustif entrant dans le cadre du nouveau dispositif a été réalisé en 2005.

En 2022, la commune comptait 1 280 habitants, en évolution de −4,55 % par rapport à 2016 (Eure : −0,25 %, France hors Mayotte : +2,11 %).
| 1793 | 1800 | 1806 | 1821 | 1831 | 1836 | 1841 | 1846 | 1851 |
| ---- | ---- | ---- | ---- | ---- | ---- | ---- | ---- | ---- |
| 812  | 651  | 716  | 877  | 808  | 942  | 977  | 952  | 861  |

| 1856 | 1861 | 1866 | 1872 | 1876 | 1881 | 1886 | 1891 | 1896 |
| ---- | ---- | ---- | ---- | ---- | ---- | ---- | ---- | ---- |
| 810  | 794  | 720  | 692  | 700  | 683  | 656  | 647  | 592  |

| 1901 | 1906 | 1911 | 1921 | 1926 | 1931 | 1936 | 1946 | 1954 |
| ---- | ---- | ---- | ---- | ---- | ---- | ---- | ---- | ---- |
| 625  | 632  | 581  | 581  | 567  | 555  | 589  | 625  | 648  |

| 1962 | 1968 | 1975 | 1982 | 1990 | 1999  | 2005  | 2006  | 2010  |
| ---- | ---- | ---- | ---- | ---- | ----- | ----- | ----- | ----- |
| 716  | 764  | 971  | 909  | 960  | 1 013 | 1 086 | 1 102 | 1 250 |

| 2015  | 2020  | 2022  | - | - | - | - | - | - |
| ----- | ----- | ----- | - | - | - | - | - | - |
| 1 322 | 1 294 | 1 280 | - | - | - | - | - | - |

## Culture locale et patrimoine

### Lieux et monuments
- L'église Saint-Martin.

### Patrimoine naturel

#### Zone humide protégée par la convention de Ramsar
- Marais Vernier et vallée de la Risle maritime[36].

#### Parc naturel
- Parc naturel régional des Boucles de la Seine normande[37].

#### Terrain acquis par le conservatoire du littoral
- Risle Maritime[38].

#### Natura 2000
- Marais Vernier, Risle Maritime[39] ;
- Corbie[40] ;
- Estuaire et marais de la Basse Seine[41].

#### ZNIEFF de type 1
- Le marais de Pont-Audemer[42] ;
- Le bois du Val Jouen[43] ;
- Les prairies alluviales de la basse vallée de la Risle[44].

#### ZNIEFF de type 2
- La basse vallée de la Risle et les vallées conséquentes de Pont-Audemer à la Seine[45].

## Personnalités liées à la commune
- Pierre Manoury (1728-1814), maître limonadier français et vulgarisateur du jeu de dames, y est né.
- Louis Jouen (1805-1872), religieux catholique français, membre de la Compagnie de Jésus qui fut le préfet apostolique de Madagascar, y est né.
- Bruno Putzulu (1967-), acteur et chanteur, y est né[46].